# Jack MacDonald (homme politique)
Pour les articles homonymes, voir Jack MacDonald, John Alexander Macdonald (homonymie) et MacDonald.
John A. "Jack" MacDonald (1927-5 mai 2010) est un homme politique  et journaliste canadien en Ontario. Il est maire de Hamilton de 1977 à 1980.

## Biographie
Né à London en Ontario, Macdonald aménage à Hamilton en 1942. Il quitte l'école à l'âge de 15 ans pour se joindre l'année suivante à la Marine royale canadienne. Après la Seconde Guerre mondiale, il est apprenti plombier avec son père et son oncle avant d'ouvrir sa propre entreprise de réfrigération en 1951.
En 1949, il devient le plus jeune conseiller municipal de Hamilton et, à cette époque, le plus jeune élu au Canada. Il est maire suppléant en 1953 et se porte candidat à la mairie, sans succès, en 1956 et en 1962. Élu à la mairie en 1976, il est réélu en 1978 et défait en 1980.

## Maire de Hamilton
Figure politique coloré, il endosse un projet de développement de plusieurs millons pour une tour et d'un centre de convention dans le centre-ville de Hamilton. Le plan qui aboutie sur le Hamilton Convention Centre et l'Édifice Ellen-Fairclough (en) et sera supporté par le gouvernement provincial. En 1979, il demande la contribution du gouvernement fédérale pour la construction d'un amphithéâtre de la capacité d'audience d'une équipe de la Ligue nationale de hockey pour obtenir une équipe lors de la prochaine expansion de la LNH. En 1980, il approuve un projet de 80 millions $ pour la construction d'un stade de football.
En 1979, il projette la construction de l'autoroute municipal Red Hill Valley Parkway (en). En 1980, il supporte les plans du la commission du Hamilton Harbour (en) pour la construction d'une zone industrielle.
Il est rapporté qu'un arrangement entre Macdonald et le propriétaire des Maple Leafs de Toronto, Harold Ballard, pour l'établissement de la franchise des Rockies du Colorado à Hamilton en 1982. Son successeur aurait rejeté et fait échoué le projet.

## Politique fédéral
Macdonald est un supporteur du Parti progressiste-conservateur du Canada pour lequel il se présente dans Hamilton-Est lors de l'élection de 1984.
Supportant la candidature de Paul Hellyer à la chefferie en 1976, il se rallie et admire les habiletés politiques du vainqueur Joe Clark. Il est aussi porteur honoraire lors des funérailles du premier ministre John Diefenbaker en 1979.

## Journaliste
Durant les années 1990 et le début des années 2000, il écrit pour le The Hamilton Spectator. 